# رنگ‌های مرتبه سوم
رنگ‌های متوسطه به رنگ‌هایی گفته می‌شود که از ترکیب یک رنگ اولیه و یک رنگ ثانویه تشکیل شده باشند.
- بنفش متمایل به آبی
- بنفش متمایل به قرمز
- پرتقالی متمایل به قرمز
- پرتقالی متمایل به زرد
- سبز متمایل به زرد
- سبز متمایل به آبی